# 克里莫尼迪茲
克里莫尼迪茲 , 厄忒俄克勒斯之子 ,是古雅典前三世紀政治家和將軍，他在前268年發布政令，創立了雅典、斯巴達和托勒密埃及托勒密二世的同盟，一同對抗安提柯馬其頓安提柯二世，他領導雅典參與克里莫尼迪茲戰爭。戰敗後他和他的兄弟流亡埃及，成為托勒密二世的屬下，後來曾率領托勒密海軍。

## 外部連結
- Decree of Chremonides: number 19 in Bagnall and Derow, Greek Historical Documents